# 아이라 비예가스
아이라 코르데로 비예가스(타갈로그어: Aira Cordero Villegas, 1995년 8월 1일~)는 필리핀의 권투 선수로 2024년 하계 올림픽에서 여자 플라이급 동메달을 획득했다.